# Jodi-Ann Robinson
Jodi-Ann Robinson (* 17. April 1989 in Saint Ann’s Bay, Jamaika) ist eine kanadische ehemalige Fußballspielerin.

## Karriere

### Verein
Robinson begann mit dem Fußballspielen an der Robert Cecil Palmer Secondary School in Richmond, betrieb aber auch Basket- und Volleyball sowie Leichtathletik. Von 2005 bis 2010 spielte sie für die Vancouver Whitecaps in der W-League, die sie 2006 gewann. In der Saison 2013 spielte sie in der neugegründeten National Women’s Soccer League, der höchsten amerikanischen Profiliga im Frauenfußball, für Western New York Flash. 2014 wechselte sie zum schwedischen Zweitligisten Kvarnsvedens IK, ehe sie sich zur Folgesaison dem norwegischen Erstligisten Røa IL anschloss.

### Nationalmannschaft
Robinson durchlief die kanadischen Jugendnationalmannschaften und spielte insgesamt 32-mal für die U-19/20-Mannschaften. Mit der U-19-Mannschaft gewann sie die CONCACAF U-20-Meisterschaft der Frauen 2004 und nahm an der U-19-Fußball-Weltmeisterschaft der Frauen 2004 teil. 2006 holte sie bei der CONCACAF U-20-Meisterschaft der Frauen 2006 die Silbermedaille und qualifizierte sich damit für die U-20-Fußball-Weltmeisterschaft der Frauen 2006, bei der Kanada aber in der Vorrunde ausschied. 2008 gewann sie mit Kanada die CONCACAF U-20-Meisterschaft der Frauen 2008.
Ihr erstes A-Länderspiel machte sie am 21. April 2005 – kurz nach ihrem 16. Geburtstag – beim 1:3 gegen Deutschland, spielte aber weiterhin auch für die Jugendmannschaften. Mit der kanadischen Fußballnationalmannschaft schied sie bei der Fußball-Weltmeisterschaft 2007 als Dritte der Vorrunde aus. Dabei war sie die jüngste Spielerin im kanadischen Kader. Bei den Olympischen Sommerspielen 2008 kam sie mit ihrer Mannschaft bis ins Viertelfinale. Dort verloren sie in der Verlängerung mit 2:1 gegen den späteren Turniersieger Vereinigte Staaten.
2010 gewann sie mit Kanada den Zypern-Cup, wurde aber beim CONCACAF Women’s Gold Cup 2010 nicht eingesetzt. 2011 konnte sie den Gewinn des Zypern Cups wiederholen und wurde  in den kanadischen Kader für die WM berufen. Sie kam aber nur zu einem Sechsminuteneinsatz im letzten Gruppenspiel gegen Nigeria.

## Erfolge
- CONCACAF U-20-Meisterschaft der Frauen Sieger 2004 und 2008
- Zypern-Cup-Sieger 2008, 2010, 2011
- W-League Meister 2006

## Auszeichnungen
- Canadian Youth Player of the Year 2006